# Arcidiecéze quebecká
Arcidiecéze quebecká (latinsky Archidioecesis Quebecensis) je římskokatolická arcidiecéze na území kanadské provincie Québec se sídlem v Québecu. Quebecké biskupství vzniklo v roce 1658 jako apoštolský vikariát Nové Francie, roku 1674 se z něj stala quebecká diecéze, roku 1819 povýšena na arcidiecézim od roku 1844 metropolitní. OD roku 1956 její arcibiskupové mají titul primase Kanady.
Současným quebeckým arcibiskupem je kardinál Gérald Cyprien Lacroix.